# Laure Manaudou
Laure Manaudou (født 9. oktober 1986 i Villeurbanne, Rhône) er en fransk svømmer. Hun er søster til svømmer Florent Manaudou. Hun blev europamester i 2004, 2006 og 2008 og verdensmester i 2005 og 2007. Hun vandt en guldmedalje, en sølvmedalje og en olympisk bronzemedalje ved OL i Athen i 2004.